# Saint-Martin-aux-Chartrains
Pour les articles homonymes, voir Saint-Martin.
Saint-Martin-aux-Chartrains est une commune française située dans le département du Calvados en région Normandie, peuplée de 427 habitants.

## Géographie

### Hydrographie
La commune est située dans le bassin Seine-Normandie. Elle est drainée par la Touques, le Douet, le ruisseau de Saint-Clair, le canal 01 du Marais de Roncheville, le Grand Fossé, le canal 03 du Marais de Roncheville, le canal 01 de Roncheville, le Grand Fossé, un bras de la Touques et le canal 02 du Marais de Roncheville,,.
La Touques, d'une longueur de 108 km, prend sa source dans la commune de Champ-Haut et se jette  dans la baie de Seine en limite de Trouville-sur-Mer et de Deauville, après avoir traversé 42 communes. Les caractéristiques hydrologiques de la Touques sont données par la station hydrologique située sur la commune de Pont-l'Évêque. Le débit moyen mensuel est de 8,66 m3/s. Le débit moyen journalier maximum est de 66,5 m3/s, atteint lors de la crue du 5 décembre 1988. Le débit instantané maximal est quant à lui de 119 m3/s, atteint le même jour.

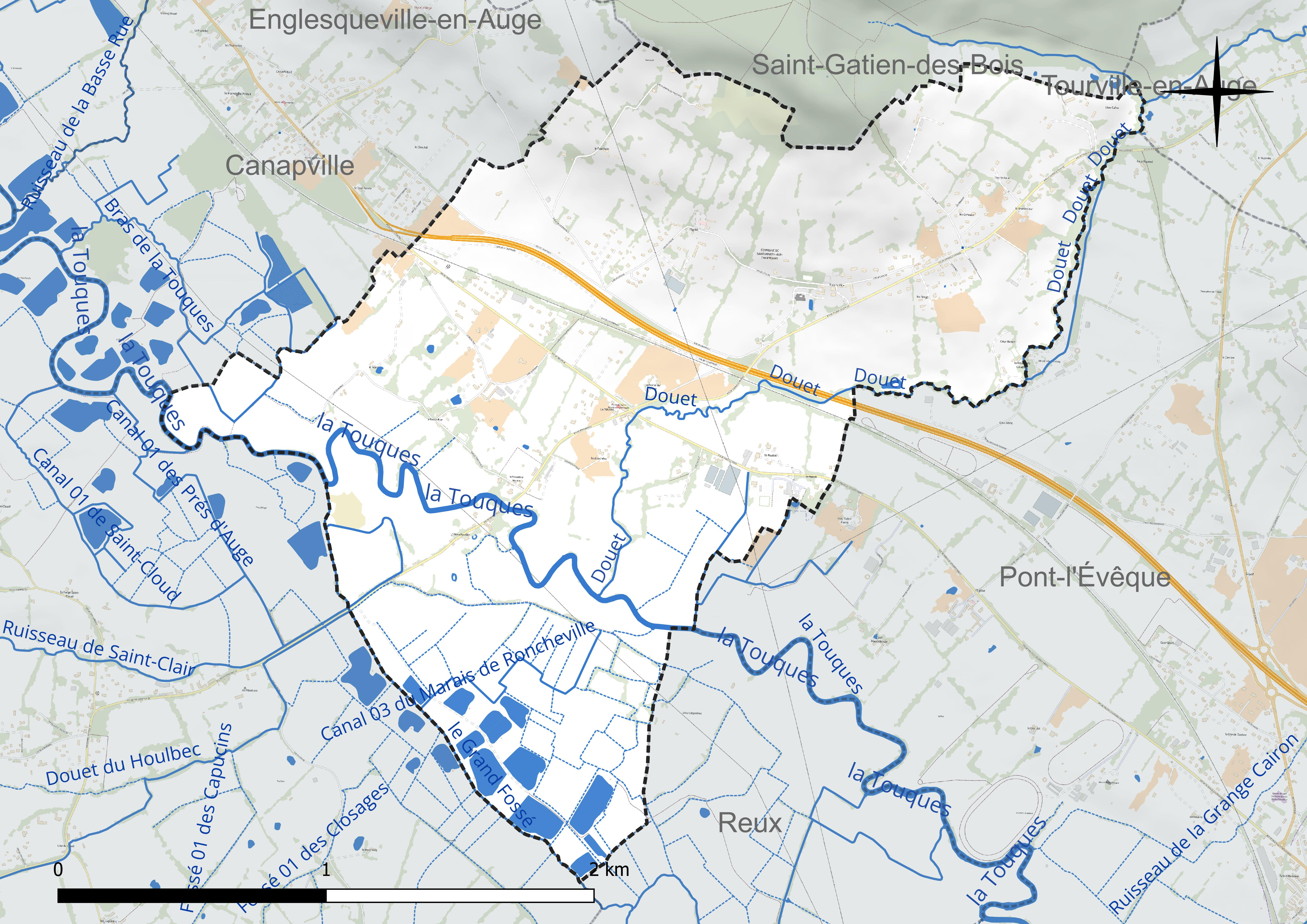
Réseau hydrographique de Saint-Martin-aux-Chartrains.

### Climat
Pour des articles plus généraux, voir Climat de la Normandie et Climat du Calvados.
En 2010, le climat de la commune est de type climat océanique altéré, selon une étude du CNRS s'appuyant sur une série de données couvrant la période 1971-2000. En 2020, Météo-France publie une typologie des climats de la France métropolitaine dans laquelle la commune est exposée à un climat océanique et est dans la région climatique  Côtes de la Manche orientale, caractérisée par un faible ensoleillement (1 550 h/an) ; forte humidité de l'air (plus de 20 h/jour avec humidité relative > 80 % en hiver), vents forts fréquents. Parallèlement le GIEC normand, un groupe régional d'experts sur le climat, différencie quant à lui, dans une étude de 2020, trois grands types de climats pour la région Normandie, nuancés à une échelle plus fine par les facteurs géographiques locaux. La commune est, selon ce zonage, exposée à un « climat contrasté des collines », correspondant au pays d'Auge, Lieuvin et Roumois, moins directement soumis aux flux océaniques et connaissant toutefois des précipitations assez marquées en raison des reliefs collinaires qui favorisent leur formation.
Pour la période 1971-2000, la température annuelle moyenne est de 10,9 °C, avec une amplitude thermique annuelle de 13,1 °C. Le cumul annuel moyen de précipitations est de 759 mm, avec 12,7 jours de précipitations en janvier et 8 jours en juillet. Pour la période 1991-2020, la température moyenne annuelle observée sur la station météorologique la plus proche, située sur la commune de Saint-Gatien-des-Bois à 5 km à vol d'oiseau, est de 11,0 °C et le cumul annuel moyen de précipitations est de 920,4 mm,. Pour l'avenir, les paramètres climatiques de la commune estimés pour 2050 selon différents scénarios d'émission de gaz à effet de serre sont consultables sur un site dédié publié par Météo-France en novembre 2022.

## Urbanisme

### Typologie
Au 1er janvier 2024, Saint-Martin-aux-Chartrains est catégorisée commune rurale à habitat dispersé, selon la nouvelle grille communale de densité à 7 niveaux définie par l'Insee en 2022.
Elle appartient à l'unité urbaine de Dives-sur-Mer, une agglomération intra-départementale dont elle est une commune de la banlieue,.
Par ailleurs la commune fait partie de l'aire d'attraction de Trouville-sur-Mer, dont elle est une commune de la couronne,. Cette aire, qui regroupe 35 communes, est catégorisée dans les aires de moins de 50 000 habitants,.

### Occupation des sols

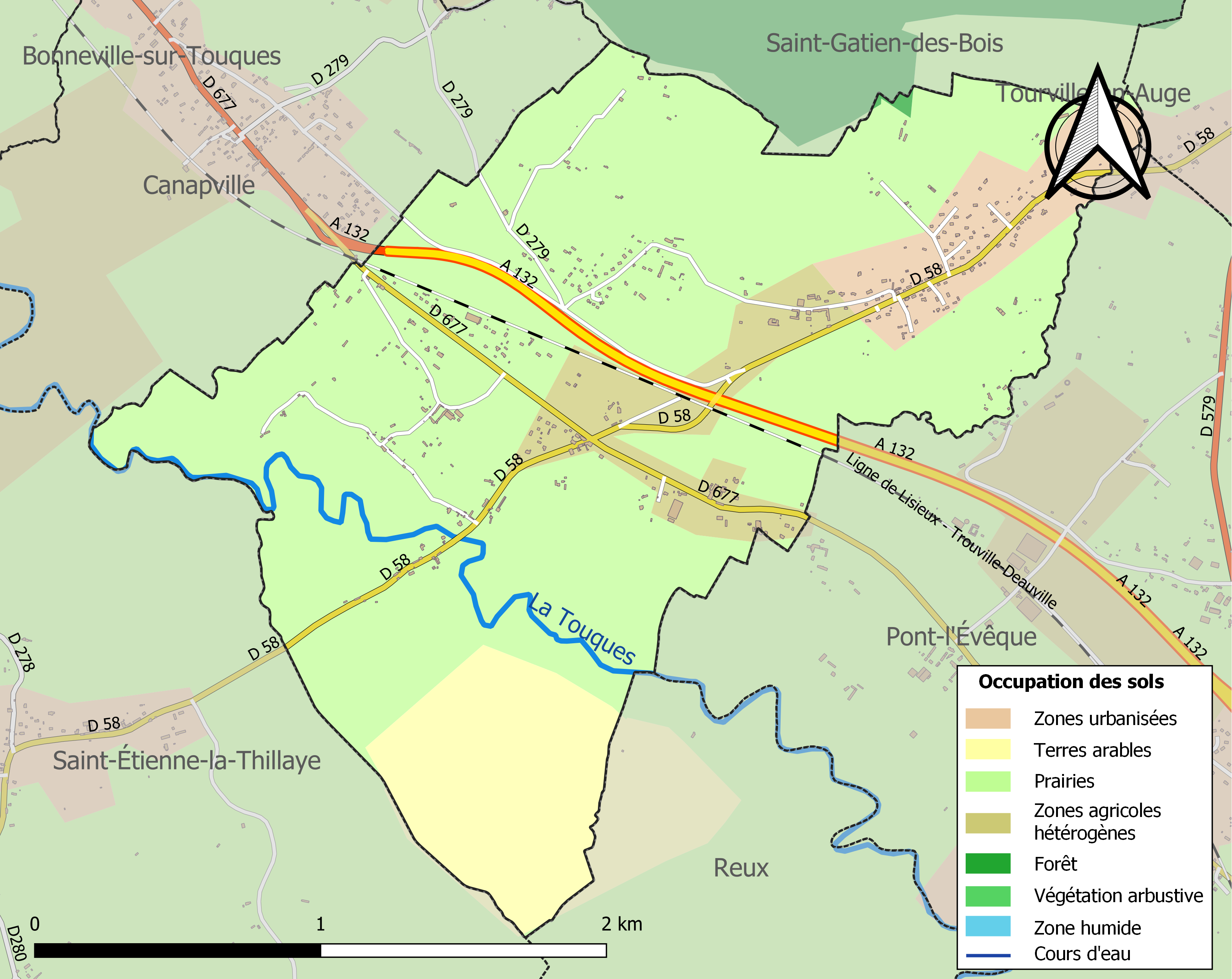
Carte des infrastructures et de l'occupation des sols de la commune en 2018 (CLC).

L'occupation des sols de la commune, telle qu'elle ressort de la base de données européenne d'occupation biophysique des sols Corine Land Cover (CLC), est marquée par l'importance des territoires agricoles (93,1 % en 2018), en diminution par rapport à 1990 (99,9 %).
La répartition détaillée en 2018 est la suivante : prairies (74,4 %), terres arables (10,9 %), zones agricoles hétérogènes (7,7 %), zones urbanisées (6,8 %), forêts (0,1 %).
L'évolution de l'occupation des sols de la commune et de ses infrastructures peut être observée sur les différentes représentations cartographiques du territoire : la carte de Cassini (XVIIIe siècle), la carte d'état-major (1820-1866) et les cartes ou photos aériennes de l'IGN pour la période actuelle (1950 à aujourd'hui).

## Toponymie
L'hagiotoponyme de la localité est attesté sous la forme Sanctus Martinus ad Carnotenses vers 1350.
L'église dédiée à Martin de Tours aurait été construite par le chapitre de la cathédrale de Chartres qui avait possession des paroisses à l'entour par un don de Richard II le Bon, duc de Normandie, fait le 21 septembre 1014.
Chartrains : de Chartres, en référence à l'institution religieuse de Chartres.

## Histoire
La commune de Saint-Martin-aux-Chartrains inclut depuis le 1er juin 1828 celle de Roncheville,.

## Politique et administration
| Période                                  | Période   | Identité            | Étiquette | Qualité                                     |
| ---------------------------------------- | --------- | ------------------- | --------- | ------------------------------------------- |
| 1875                                     | 1893      | Adolphe Goupil      |           | Capitaine d'industrie                       |
|                                          |           |                     |           |                                             |
| 1946                                     | 1995      | Joseph Dubreuil     |           | Agriculteur                                 |
| 1995                                     | mars 2008 | François de Laurens |           | Lieutenant-colonel de cavalerie en retraite |
| mars 2008                                | mars 2014 | Françoise Delasalle | SE        | Adjoint administratif territorial           |
| mars 2014                                | En cours  | Alain Defressigne   | SE        | Ingénieur retraité                          |
| Les données manquantes sont à compléter. |           |                     |           |                                             |

## Démographie
L'évolution du nombre d'habitants est connue à travers les recensements de la population effectués dans la commune depuis 1793. Pour les communes de moins de 10 000 habitants, une enquête de recensement portant sur toute la population est réalisée tous les cinq ans, les populations de référence des années intermédiaires étant quant à elles estimées par interpolation ou extrapolation. Pour la commune, le premier recensement exhaustif entrant dans le cadre du nouveau dispositif a été réalisé en 2008.
En 2022, la commune comptait 427 habitants, en évolution de +3,89 % par rapport à 2016 (Calvados : +1,58 %, France hors Mayotte : +2,11 %).
| 1793 | 1800 | 1806 | 1821 | 1831 | 1836 | 1841 | 1846 | 1851 |
| ---- | ---- | ---- | ---- | ---- | ---- | ---- | ---- | ---- |
| 299  | 201  | 324  | 309  | 276  | 301  | 299  | 321  | 325  |

| 1856 | 1861 | 1866 | 1872 | 1876 | 1881 | 1886 | 1891 | 1896 |
| ---- | ---- | ---- | ---- | ---- | ---- | ---- | ---- | ---- |
| 312  | 289  | 290  | 281  | 265  | 276  | 267  | 315  | 270  |

| 1901 | 1906 | 1911 | 1921 | 1926 | 1931 | 1936 | 1946 | 1954 |
| ---- | ---- | ---- | ---- | ---- | ---- | ---- | ---- | ---- |
| 253  | 235  | 221  | 234  | 262  | 231  | 211  | 247  | 261  |

| 1962 | 1968 | 1975 | 1982 | 1990 | 1999 | 2006 | 2008 | 2013 |
| ---- | ---- | ---- | ---- | ---- | ---- | ---- | ---- | ---- |
| 262  | 262  | 249  | 309  | 369  | 351  | 382  | 391  | 398  |

| 2018 | 2022 | - | - | - | - | - | - | - |
| ---- | ---- | - | - | - | - | - | - | - |
| 413  | 427  | - | - | - | - | - | - | - |

## Culture locale et patrimoine

### Lieux et monuments
- L'église Saint-Martin aurait été construite par le chapitre de la cathédrale de Chartres qui avait possession des paroisses à l'entour par un don de Richard II le Bon, duc de Normandie, fait le 21 septembre 1014. Le 27 septembre 2014, eut lieu  une cérémonie de commémoration du millénaire de la donation des paroisses à l'entour par le duc, au chapitre de la cathédrale de Chartres le 11 des calendes d'octobre 1014.

L'église a été construite et remaniée sur plusieurs époques. Elle possède un chœur roman du XIIe siècle. La voûte du chœur en pierre est du XIIIe siècle.
En 2014 des travaux importants de restauration des fondations, des façades et des couvertures et ont été effectués. Le pignon ouest a été remanié. On a déposé le porche moderne de l'entrée ouest.
Le côté sud, au niveau du chœur, présente une belle porte romane murée. À l'intérieur, une charité de Saint-Martin en pierre polychrome représentant le saint coupant son manteau pour le partager avec un mendiant. Elle était primitivement située à l'extérieur.

L'église Saint-Martin
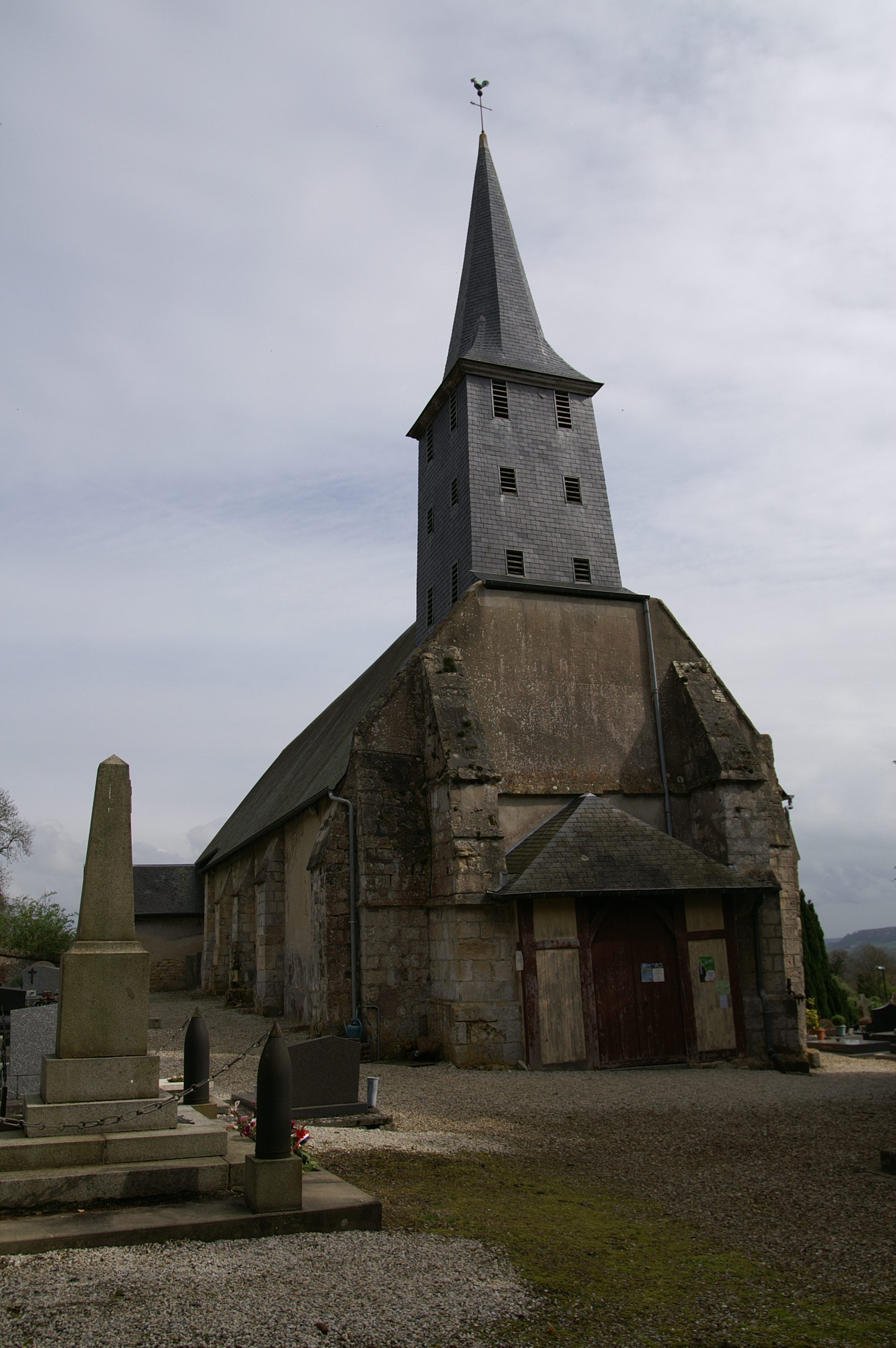
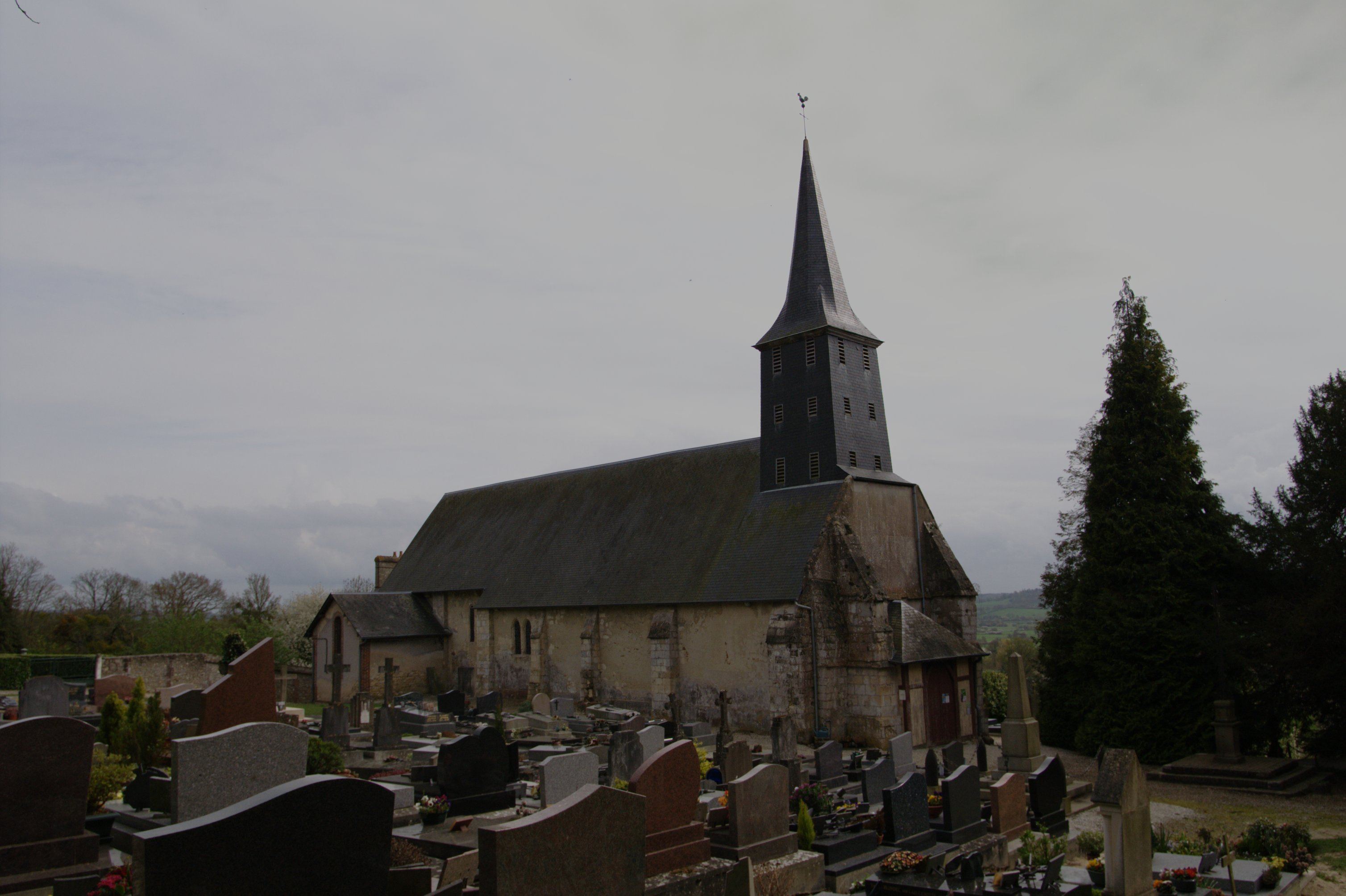
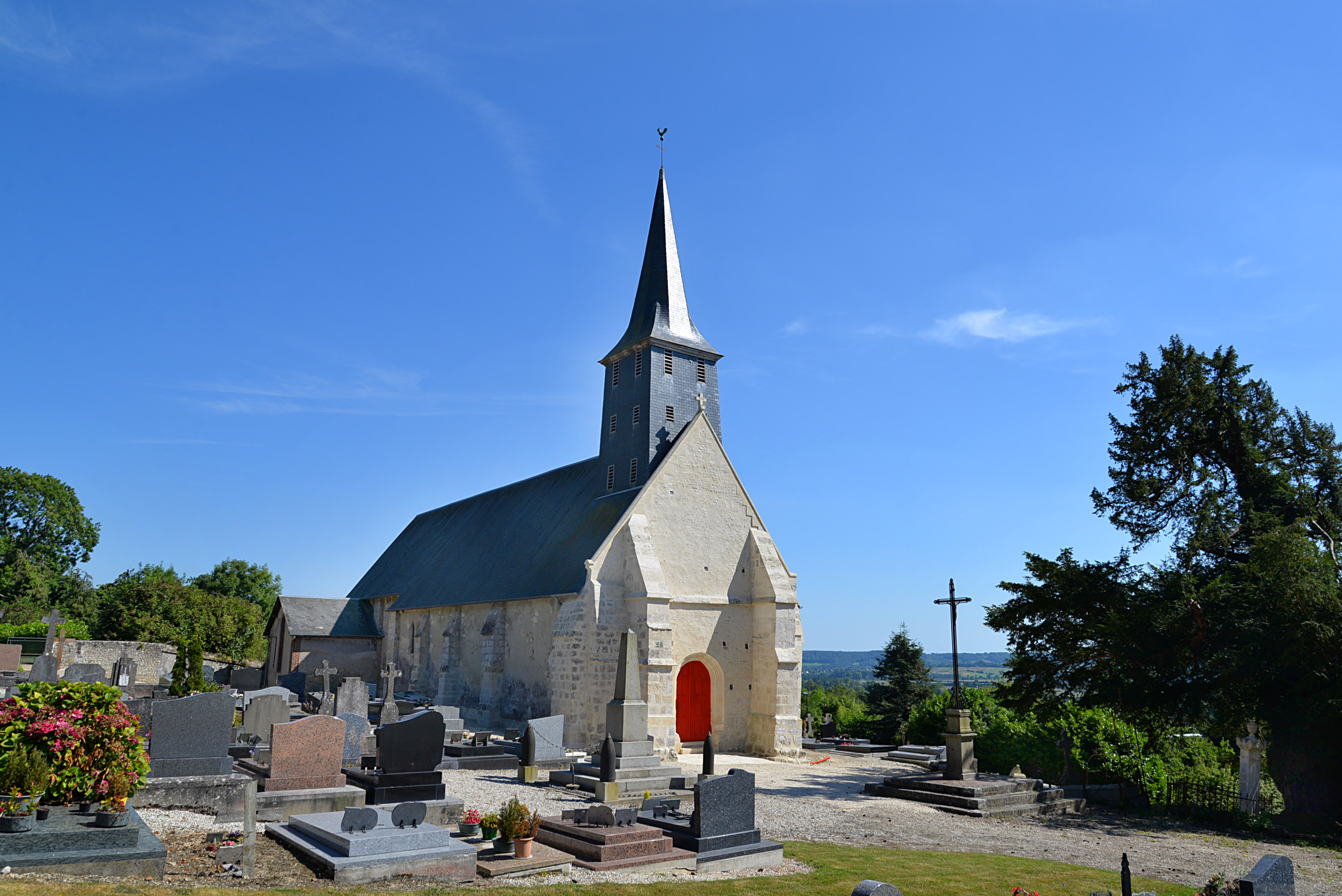
Vue nord-ouest.
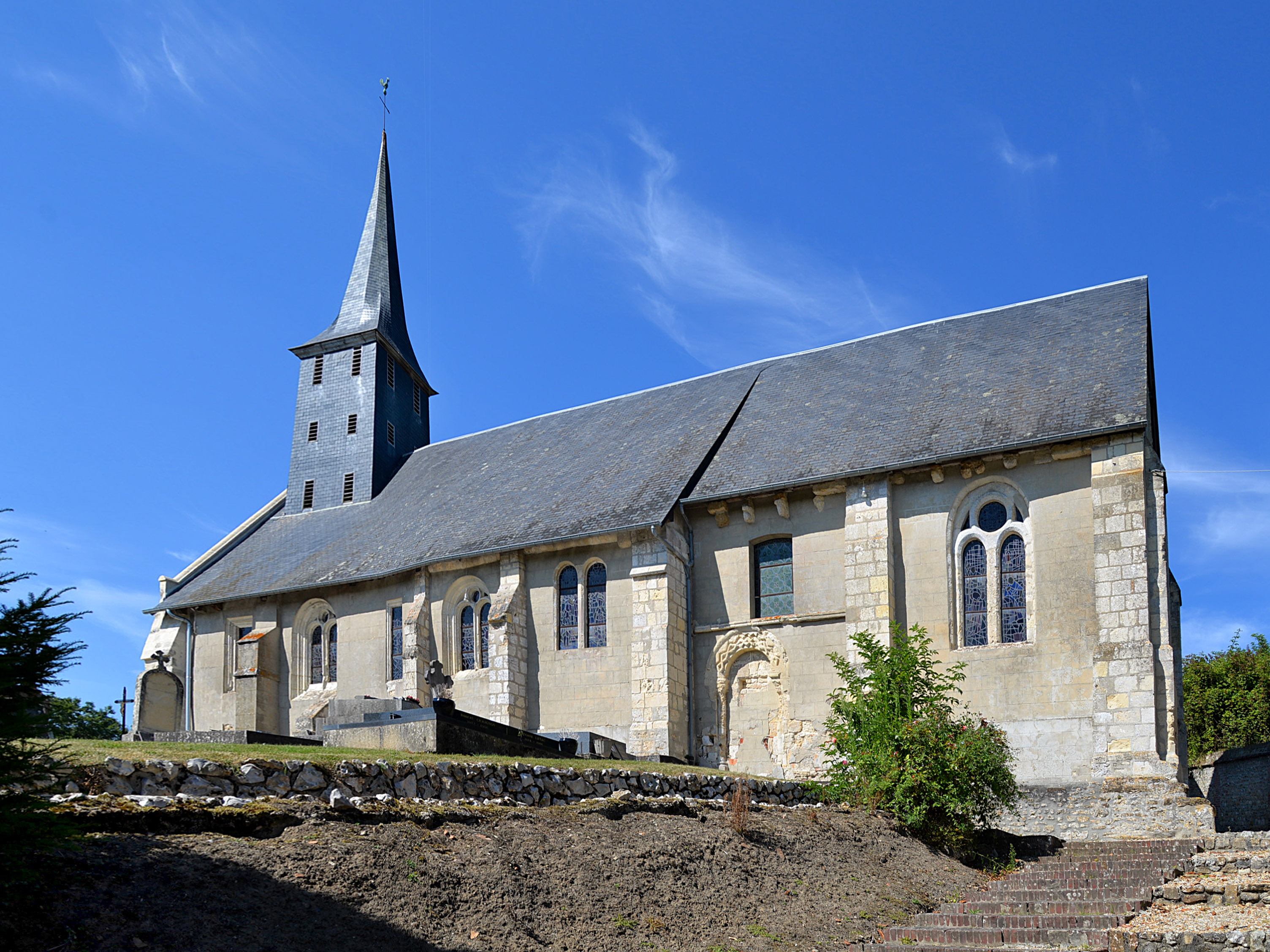
Vue sud.

- L'ancien château de Roncheville dont il subsiste une motte castrale du XIe siècle et qui était chef-lieu d'une baronnie regroupant les terres du lignage des Bertran dans ce secteur, y compris Fauguernon et la moitié de la ville  et du port de Honfleur[35]. Au XIIe siècle, un Robert Bertran († av. 1194), baron de Bricquebec, est en possession des seigneuries de Roncheville, Fauguernon, Fontenay-le-Marmion, plus la moitié de la ville et du port de Honfleur et outre-Manche, le domaine de Barde (Essex)[36].
- Monument aux morts.

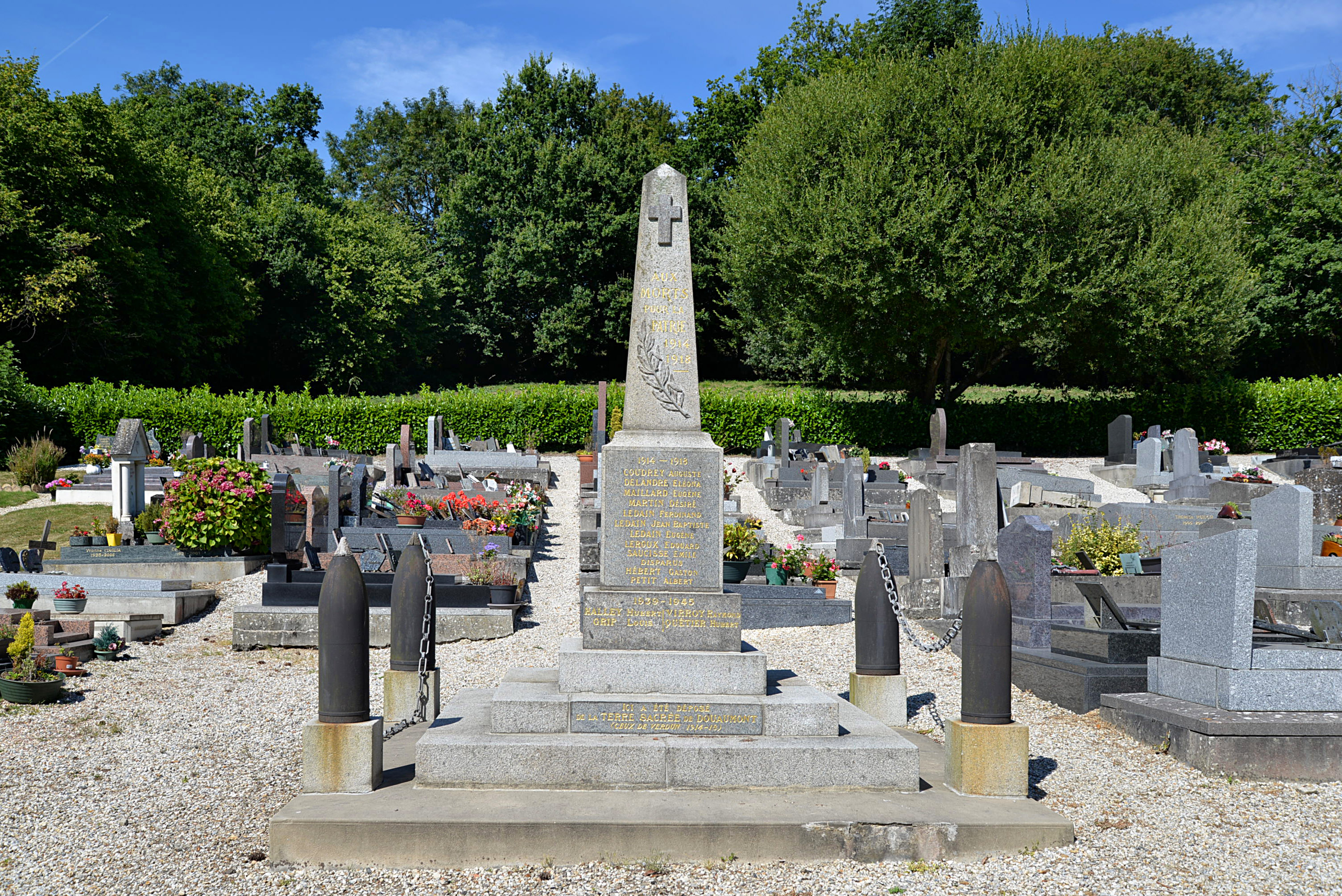
Le monument aux morts.

### Personnalités liées à la commune
- Marie de La Roche-Guyon (vers 1434-1498) fut dame de Roncheville, aujourd'hui un hameau de la commune.

### Héraldique
| Blason de Saint-Martin-aux-Chartrains | Blason  | De sinople à saint Martin équestre d'or ; adextré d'azur à une rose de jardin d'argent ; le tout au chef cousu de gueules chargé d'un léopard d'or armé et lampassé d'azur. |
| Blason de Saint-Martin-aux-Chartrains | Détails | Saint Martin, avec son épée et son manteau, rappelle le saint éponyme de la commune. La rose évoque Notre-Dame de Chartres qui a donné la deuxième partie du nom de la commune, et le léopard d'or rappelle les armes traditionnelles de la Normandie. Adopté le 16 juin 2022. |